# Ain't Had Enough Fun
Albums de Little Feat
As Time Goes By: The Very Best of Little Feat
(1994) Live from Neon Park
(1996)
Ain't Had Enough Fun est le onzième album studio de Little Feat, sorti le 25 avril 1995.
Cet album est le premier avec la chanteuse Shaun Murphy qui avait rejoint le groupe en 1993. Il est dédié à Neon Park, l'artiste qui avait dessiné la plupart des pochettes des albums de la formation, décédé en 1993 après une longue lutte contre une sclérose latérale amyotrophique. Little Feat a continué, par la suite, à utiliser des dessins de Neon Park pour illustrer ses pochettes de disques, puisant dans le portfolio de l'illustrateur.
L'album s'est classé 154e au Billboard 200.

## Liste des titres
| No  | Titre                      | Durée |
| --- | -------------------------- | ----- |
| 1.  | Drivin' Blind              | 5:12  |
| 2.  | Blue Jean Blues            | 6:06  |
| 3.  | Cadillac Hotel             | 5:35  |
| 4.  | Romance Without Finance    | 4:05  |
| 5.  | Big Bang Theory            | 5:32  |
| 6.  | Cajun Rage                 | 5:30  |
| 7.  | Heaven's Where You Find It | 5:03  |
| 8.  | Borderline Blues           | 7:43  |
| 9.  | All That You Can Stand     | 6:35  |
| 10. | Rock & Roll Everynight     | 5:06  |
| 11. | Shakeytown                 | 5:12  |
| 12. | Ain't Had Enough Fun       | 3:27  |
| 13. | That's a Pretty Good Love  | 4:50  |

## Personnel

### Musiciens
- Paul Barrere : guitare, dobro, chant
- Sam Clayton : percussions, chant
- Shaun Murphy : chant, percussions
- Kenny Gradney : basse
- Richard Hayward : batterie, chant
- Bill Payne : claviers, chant
- Fred Tackett : guitare, mandoline

### Musiciens additionnels
- Darrell Leonard : trompette (pistes 2, 3, 10 et 13)
- Joe Sublett : saxophone ténor (pistes 2, 3, 10 et 13)
- David Woodford : saxophones ténor et baryton (pistes 2, 3, 10 et 13)